# Project Funk Da World
Project: Funk Da World – pierwszy studyjny album amerykańskiego rapera Craiga Macka.

## Lista utworów
1. „Project: Funk da World” – 4:22
2. „Get Down” - 4:27
3. „Making Moves With Puff” – 4:25
4. „That Y'all” – 5:07
5. „Flava in Ya Ear” – 3:38
6. „Funk Wit da Style” – 4:56
7. „Judgement Day” – 3:49
8. „Real Raw” – 4:03
9. „Mainline” – 4:34
10. „When God Comes” – 4:11
11. „Welcome to 1994” – 5:32

## Sample
- „Project: Funk Da World”
  - Hamilton Bohannon – „Save Their Souls”
- „Get Down”
  - James Brown – „Escape-ism”
- „Funk Wit Da Style”
  - The Emotions – „Blind Alley”
- „When God Comes”
  - The Beatles – „Come Together”
- „Real Raw”
  - Skull Snaps – „It's A New Day”
- „Making Moves With Puff”
  - Stevie Wonder – „If It's Magic”